# Dave Franco

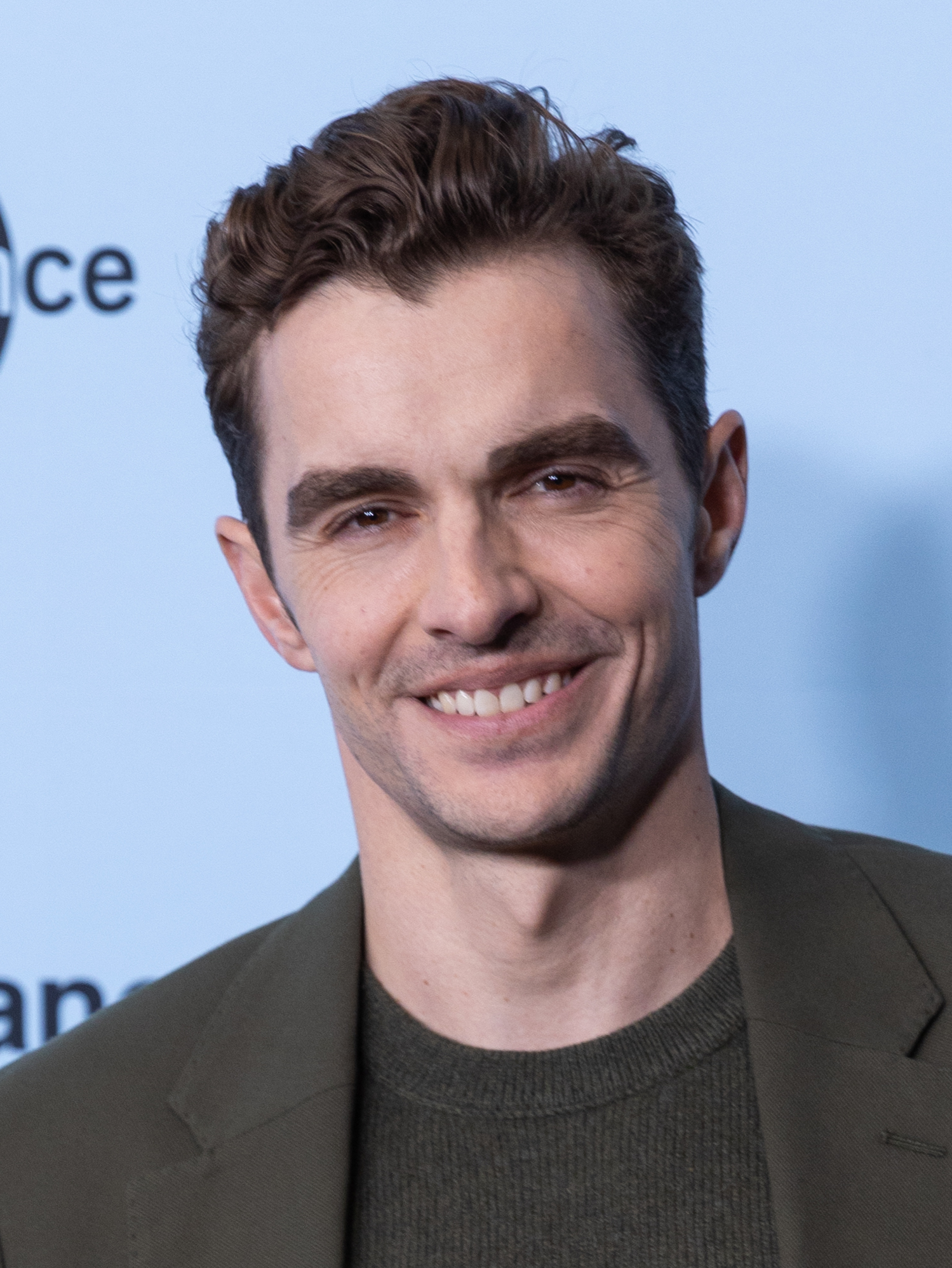
Dave Franco (2025)

David John „Dave“ Franco (* 12. Juni 1985 in Palo Alto, Kalifornien) ist ein US-amerikanischer Schauspieler. Er ist der Sohn von Betsy Levine und Doug Franco. Sein älterer Bruder ist der Schauspieler James Franco.

## Biografie
Dave Franco wurde als jüngster Sohn von Betsy Lou, einer Dichterin, Autorin und Editorin russisch-jüdischer Herkunft, und Douglas Eugene Franco (1948–2011), dem portugiesisch-schwedisch-stämmigen Leiter eines Unternehmens im Silicon Valley, geboren. Dave Franco erklärte in einem Interview mit Conan O’Brien, dass er „stolz“ sei, Jude zu sein.
Dave Francos Großmutter mütterlicherseits, Marcella Ruth Levine, war Besitzerin der Verne Art Gallery, einer bekannten Kunstgalerie in Cleveland, und seine Großmutter väterlicherseits, Marjorie oder „Mitzie“ J. Peterson, war Kinderbuchautorin. Franco wuchs mit seinen zwei älteren Brüdern James und Tom in Kalifornien auf.
Er studierte an der University of Southern California und stellte sich ursprünglich als Highschool-Lehrer vor, der kreatives Schreiben lehrte, bis der Manager seines Bruders James Franco ihn im zweiten Studienjahr zu einem Theaterkurs führte, wo er anfing, schauspielerische Fähigkeiten zu erlernen.
Dave Franco wurde einem breiten Publikum durch die Rolle des Cole Aaronson in der US-amerikanischen Sitcom Scrubs bekannt, in der er 2009 in der neunten Staffel, Scrubs – Med School, als Hauptdarsteller in Erscheinung trat.
Sein Regiedebüt gab Franco mit Tod im Strandhaus, einem Film, der im Juli 2020 in den USA veröffentlicht wurde.
Im August 2015 verlobte er sich mit der aus der Serie Community bekannten Schauspielerin Alison Brie. Die beiden heirateten im März 2017.

## Filmografie (Auswahl)
- 2006: Eine himmlische Familie (7th Heaven, Fernsehserie, Folge 10x17 Dinner für drei)
- 2006: Frat Bros. (Kurzfilm)
- 2007: Sexgeflüster (After Sex)
- 2007: Superbad
- 2008: Do Not Disturb (Fernsehserie, fünf Folgen)
- 2008: Greek (Fernsehserie, sechs Folgen)
- 2008–2009: Privileged (Fernsehserie, fünf Folgen)
- 2009: Dark Legends – Neugier kann tödlich sein (The Shortcut)
- 2009: Bad Meat
- 2009–2010: Scrubs – Die Anfänger (Scrubs, Fernsehserie, 13 Folgen)
- 2010: Greenberg
- 2010: Wie durch ein Wunder (Charlie St. Cloud)
- 2011: Fright Night
- 2012: 21 Jump Street
- 2013: Warm Bodies
- 2013: Die Unfassbaren – Now You See Me (Now You See Me)
- 2014: The LEGO Movie (Stimme von Wally)
- 2014: Bad Neighbors (Neighbors)
- 2014: 22 Jump Street
- 2015: Big Business: Außer Spesen nichts gewesen (Unfinished Business)
- 2016: Bad Neighbors 2 (Neighbors 2: Sorority Rising)
- 2016: Die Unfassbaren 2 (Now You See Me 2)
- 2016: Nerve
- 2016–2017: Easy (Fernsehserie, drei Folgen)
- 2017: The Little Hours
- 2017: The Disaster Artist
- 2017: The LEGO Ninjago Movie (Stimme im Original)
- 2018: 6 Ballons (6 Balloons)
- 2018: If Beale Street Could Talk
- 2019: Zeroville
- 2019: 6 Underground
- 2020: Tod im Strandhaus (The Rental, Regie und Drehbuch)
- 2020: Zola (Produzent)
- 2022: The Afterparty (Fernsehserie)
- 2022: Day Shift
- 2023: Jemand, den ich mal kannte (Somebody I Used to Know)
- 2024: Love Lies Bleeding
- 2025: Together – Unzertrennlich (Together, auch Produktion)